# Albadraco tharmisensis
Albadraco tharmisensis  este o specie de pterozaur din familia Azhdarchidae care a existat în Europa în Cretacicul târziu (acum 66 de milioane de ani). A fost descris în 2019.

## Descoperire
Rămășițele speciei au fost găsite în 2012 în apropierea orașului Alba Iulia din vestul României. În total, au fost găsite două fragmente de maxilar (superior și inferior). În aceleași sedimente a fost găsită și o a patra vertebră cervicală, care poate aparține acestei specii.

## Descriere
Potrivit estimărilor, anvergura aripilor pterozaurului a ajuns la 5-6 m.